# L'Albenc
L'Albenc là một xã thuộc tỉnh Isère, vùng Rhône-Alpes đông nam nước Pháp. Xã này nằm ở khu vực có độ cao từ 170-415 mét trên mực nước biển.